# Konstruktor (osoba)

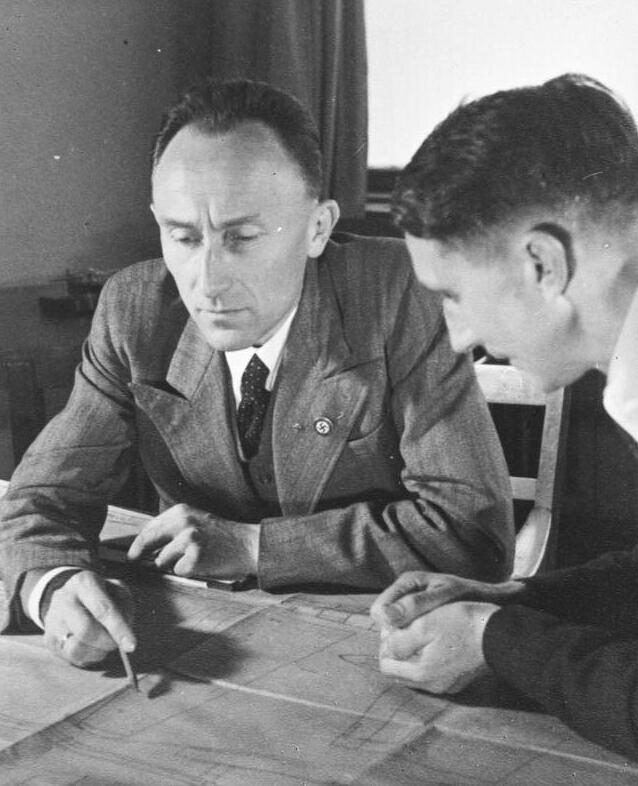
Inżynier lotniczy a także projektant i konstruktor samolotów Ernst Zindel podczas pracy (1940)

Konstruktor (ang: design engineer) – projektant - wykonawca projektu technicznego. Konstruktorami są osoby zajmujące się przygotowywaniem koncepcji i dokumentacji technicznej obiektu (części lub złożeń), analizą dokumentacji technicznej, obliczeniami w projektach np. wytrzymałości konstrukcji, mas, przyspieszeń, oporów powietrza, napięcia prądu, ciśnień bądź właściwości funkcjonalnych konstrukcji. W wielu pracach konstruktor współpracuje ściśle z technologiem odpowiedzialnym za projektowanie procesu technologicznego wytwarzania danej struktury. W przypadku prototypów konstruktor często bezpośrednio nadzoruje proces ich powstawania. 

Nazwą zaadaptowano także w informatyce. 

## Konstruktor w budownictwie
W języku polskim zwyczajowo konstruktora obiektu budowlanego nazywa się architektem. Na terenie Polski projektującym obiekty uznane za architektoniczne (podlegające obowiązkowi wykonania projektu architektoniczno-budowlanego) może być architekt lub inżynier budownictwa.

## Zawody typowo konstrukcyjne
Przykładami zawodów konstrukcyjnych są
- konstruktor lotniczy
- konstruktor pojazdów
- konstruktor form wtryskowych,
- konstruktor odzieży
- architekt